# تشکیلات (ترانه)
«تشکیلات» (انگلیسی: Formation) ترانه‌ای است از خواننده آمریکایی بیانسه که برای ششمین آلبوم استودیویی‌اش لیموناد (۲۰۱۶) ضبط شد. این ترانه توسط خلیف براون، جردن فراست، اشتون هوگان، مایک ویل مید آیت و بیانسه نوشته شد و آهنگسازی آن برعهدهٔ بیانسه و مایک ویل مید آیت بود. ترانه در ۶ فوریه ۲۰۱۶ از طریق پارکوود انترتیمنت منتشر شد. ترانه به همراه نماهنگ کارگردانی شده توسط ملینا ماتسوکاس، در همان روز در حساب رسمی بیانسه در یوتیوب منتشر شد.
"تشکیلات" جستجوشده‌ترین ترانه در گوگل در سال ۲۰۱۶ بود.
بیانسه این ترانه را در دو نیمه مسابقه سوپربول ۲۰۱۶ با همراهی کلدپلی اجرا کرد.
«تشکیلات» نامزد سه جایزه گرمی شد: ضبط سال، ترانه سال و بهترین موزیک ویدئو و همچنین در بسیاری از فهرست‌های پایان سال قرار گرفت.

## انتشار
«تشکیلات» توسط خلیف براون، جردن فراست، اشتون هوگان، مایکل لن ویلیامز تو و بیانسه نولز نوشته شد. «تشکیلات» در ۶ فوریه ۲۰۱۶ به همراه موزیک ویدئو رسمی منتشر شد.

## وضعیت در جدول فروش
قبل از انتشار رسمی «تشکیلات» به عنوان تک‌آهنگ، «تشکیلات» در شماره نه Bubbling Under Hot 100 Singles بیلبورد ایالات متحده در فوریه ۲۰۱۶ قرار گرفت.
همچنین تک‌آهنگ در شماره ۱۱ ایرپلی آراندبی/هیپ-هاپ ایالات متحده قرار گرفت.

## نماهنگ

### انتشار و خلاصه داستان
نماهنگ «تشکیلات» توسط ملینا ماتسوکاس کارگردانی و به همراه ترانه در ۶ فوریه ۲۰۱۶ منتشر شد.

## اجراهای زنده

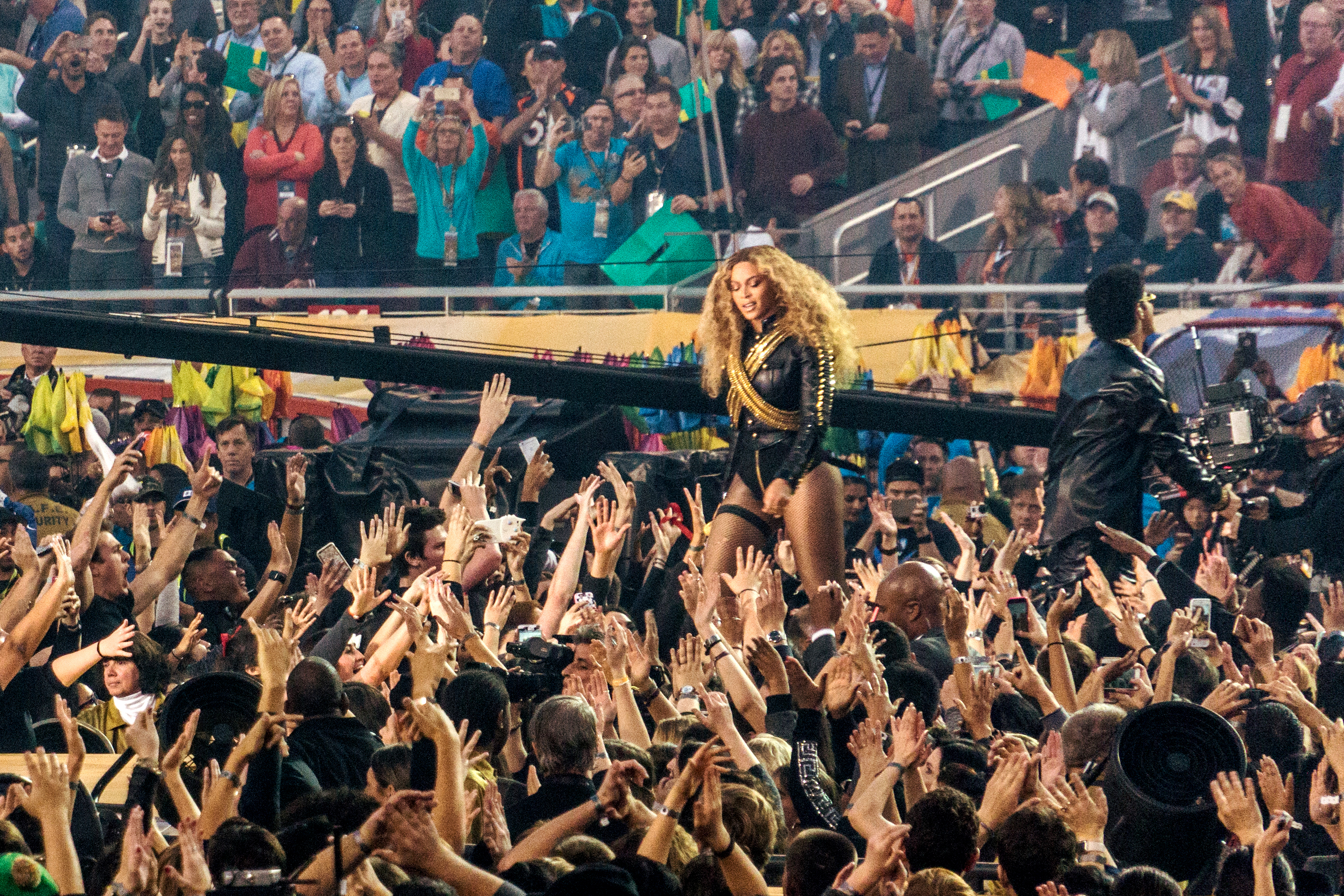
بیانسه درحال اجرا در سوپر بول ۲۰۱۶

بیانسه این ترانه را در دو نیمه مسابقه سوپربول ۲۰۱۶ با همراهی کلدپلی اجرا کرد.

## افتخارات
| سال  | مراسم                               | جایزه                                   | نتیجه     |
| ---- | ----------------------------------- | --------------------------------------- | --------- |
| ۲۰۱۶ | AICE Awards                         | بهترین موزیک ویدیو                      | برنده     |
| ۲۰۱۶ | جوایز بی‌ای‌تی                        | ویدیوی سال                              | برنده     |
| ۲۰۱۶ | جوایز بی‌ای‌تی                        | جایزه انتخاب بینندگان                   | برنده     |
| ۲۰۱۶ | جوایز بی‌ای‌تی                        | جایزه سنتریک                            | برنده     |
| ۲۰۱۶ | جوایز کن لاینز                      | بهترین موزیک ویدیو                      | برنده     |
| ۲۰۱۶ | جوایز کلیو                          | بهترین ویدیو سال                        | برنده     |
| ۲۰۱۶ | جوایز بین‌المللی لندن                | بهترین موزیک ویدیو                      | برنده     |
| ۲۰۱۶ | جوایز بین‌المللی لندن                | بهترین کارگردانی                        | برنده     |
| ۲۰۱۶ | جایزه موزیک ویدئوی ام‌تی‌وی           | ویدیوی سال                              | برنده     |
| ۲۰۱۶ | جایزه موزیک ویدئوی ام‌تی‌وی           | بهترین کارگردانی                        | برنده     |
| ۲۰۱۶ | جایزه موزیک ویدئوی ام‌تی‌وی           | بهترین ویدیو پاپ                        | برنده     |
| ۲۰۱۶ | جایزه موزیک ویدئوی ام‌تی‌وی           | بهترین فیلم‌برداری                       | برنده     |
| ۲۰۱۶ | جایزه موزیک ویدئوی ام‌تی‌وی           | بهترین تدوین                            | برنده     |
| ۲۰۱۶ | جایزه موزیک ویدئوی ام‌تی‌وی           | بهترین رقص‌پردازی                        | برنده     |
| ۲۰۱۶ | جوایز موسیقی ام‌تی‌وی اروپا           | بهترین ویدیو                            | نامزدشده  |
| ۲۰۱۶ | جوایز موسیقی ام‌تی‌وی ژاپن            | بهترین ویدیوی زن                        | نامزدشده  |
| ۲۰۱۶ | Q Awards                            | بهترین ویدیو                            | نامزدشده  |
| ۲۰۱۶ | جایزه موسیقی سول‌ترین                | ویدیوی سال                              | برنده     |
| ۲۰۱۶ | جایزه موسیقی سول‌ترین                | ترانه سال                               | برنده     |
| ۲۰۱۶ | جایزه موسیقی سول‌ترین                | بهترین اجرای رقص                        | نامزدشده  |
| ۲۰۱۶ | جایزه موسیقی سول‌ترین                | جایزه ترانه‌سرایان اشفورد و سیمپسون      | نامزدشده  |
| ۲۰۱۶ | جوایز موزیک ویدیو بریتانیا          | بهترین ویدیوی شهری                      | نامزدشده  |
| ۲۰۱۶ | جوایز موزیک ویدیو بریتانیا          | بهترین ظاهر طراحی شده در یک موزیک ویدیو | برنده     |
| ۲۰۱۶ | WatsUp TV Africa Music Video Awards | بهترین ویدیو بین‌المللی                  | برنده     |
| ۲۰۱۷ | جایزه گرمی                          | ضبط سال                                 | نامزدشده  |
| ۲۰۱۷ | جایزه گرمی                          | ترانه سال                               | نامزدشده  |
| ۲۰۱۷ | جایزه گرمی                          | بهترین موزیک ویدیو                      | برنده     |
| ۲۰۱۷ | جوایز موسیقی آی‌هرت‌ردیو              | بهترین موزیک ویدیو                      | در انتظار |
| ۲۰۱۷ | جایزه ایمیج                         | ترانه برجسته                            | نامزدشده  |
| ۲۰۱۷ | جایزه ایمیج                         | موزیک ویدیو برجسته                      | برنده     |
| ۲۰۱۷ | جوایز برگزیده کودکان نیکلودین       | بهترین موزیک کلیپ                       | در انتظار |
| ۲۰۱۷ | ان‌ام‌ای آواردز                       | بهترین موزیک ویدیو                      | نامزدشده  |

## نمودار

### نمودار هفتگی
| نمودار (۲۰۱۶)                                      | موقعیت |
| -------------------------------------------------- | ------ |
| ترانه‌های دیجیتال پرتغال (بیلبورد)                  | ۸۹     |
| آلمان                                              | ۷۴     |
| ایرلند (جدول تک‌آهنگ‌های ایرلند)                     | ۵۹     |
| بلژیک (آلتراتاپ والونی)                            | ۳۸     |
| کانادا (۱۰۰ آهنگ داغ کانادا)                       | ۳۲     |
| تک‌آهنگ‌های بریتانیا (جدول تک‌آهنگ‌های بریتانیا)       | ۳۱     |
| اسپانیا (سازنده‌های موسیقی اسپانیا)                 | ۲۷     |
| فرانسه (سندیکای ملی انتشارات صوتی‌تصویری)           | ۲۴     |
| ترانه‌های دنس کلاب ایالات متحده (بیلبورد)           | ۲۴     |
| استرالیا (ای‌آرآی‌ای)                                | ۱۷     |
| بلژیک Urban (آلتراتاپ فلاندر)                      | ۱۴     |
| ریتمیک ایالات متحده (بیلبورد)                      | ۱۴     |
| مجارستان (۴۰ تک‌آهنگ برتر)                          | ۱۳     |
| اسکاتلند                                           | ۱۱     |
| ۱۰۰ آهنگ داغ بیلبورد ایالات متحده                  | ۱۰     |
| فنلاند (جدول‌های رسمی فنلاند)                       | ۹      |
| بریتانیا                                           | ۸      |
| دانمارک (بیلبورد)                                  | ۶      |
| ترانه‌های دیجیتال اروپا (بیلبورد)                   | ۶      |
| آهنگ‌های داغ آراندبی/هیپ-هاپ ایالات متحده (بیلبورد) | ۶      |
| ترانه‌های دیجیتال نروژ (بیلبورد)                    | ۵      |
| بلژیک (آلتراتپ فلاندر)                             | ۴      |
| ترانه‌های دیجیتال هلند (بیلبورد)                    | ۴      |
| ترانه‌های دیجیتال یونان (بیلبورد)                   | ۳      |
| ترانه‌های دیجیتال نیوزیلند (بیلبورد)                | ۳      |
| ترانه‌های دیجیتال سوئد (بیلبورد)                    | ۲      |
| تک‌آهنگ‌های Urban استرالیا (ای‌آرآی‌ای)                | ۱      |